# Терновское сельское поселение (Новохопёрский район)
Терновское сельское поселение — муниципальное образование в Новохопёрском районе Воронежской области.
Административный центр — посёлок Терновский.

## Административное деление
В состав поселения входят:
- посёлок Терновский
- посёлок Долгинка
- посёлок Лепёхинка
- посёлок Тулучеевка